# He Is My Master
He is my Master (яп. これが私の御主人様 корэ га ватаси но госюдзин-сама) — комедийная манга, выходившая в журнале Monthly Shonen Gangan, которую делали два человека — Маццу и Асу Цубаки. Первый занимался сюжетом, а второй прорисовкой. В 2005 году студиями GAINAX и SHAFT был выпущен 12-серийный аниме-сериал по мотивам манги.

## Сюжет
Четырнадцатилетний миллионер Ёситака Накабаяси получил своё состояние в наследство после смерти его родителей в автомобильной аварии. Кроме большой денежной суммы ему достался великолепный особняк с огромной территорией размером в полгорода. В новом доме его не устраивало только одно — некому было его обслуживать. Он дал объявление о приёме на работу горничных. На объявление откликнулись две сестры, Идзуми и Мицуки Саватари. Они убежали из дома из-за того, что им не разрешали держать их любимого крокодила Поти.
Как позже выясняется, Ёситака не только миллионер, но ещё и извращенец, помешанный на откровенных костюмах и требует, чтобы к нему обращались госюдзин-сама («хозяин»). Так как сёстрам больше негде было остаться, им пришлось согласиться работать в таких условиях. Позже появляется ещё одна горничная, одноклассница Идзуми по имени Анна Кураути, которая признается в любви Идзуми и пытается уговорить её отправиться в Нидерланды, для того чтобы зарегистрировать там однополый брак. Все персонажи манги ведут себя так, как будто осознают что они в манге. Так, например, они обсуждают предстоящий выход аниме сделанного по манге и обыгрывают тот факт что купальник «телесного» цвета в черно-белой манге неотличим от белого, а при закрытии линии отображающей его границы — неотличим от отсутствия купальника в принципе.

## Персонажи
Ёситака Накабаяси (яп. 中林義貴 Накабаяси Ёситака) — четырнадцатилетний парень, получивший огромное состояние в наследство. О нём отзываются как о «фетишисте, помешанном на лоликон-костюмах, который обожает разглядывать картинки и играть в хентайные игры». Обладает великолепными навыками во всем, что так или иначе касается сексуальных домогательств. Так, он быстро и качественно шьёт различную, откровенную одежду для своих служанок, стреляя из ружья без труда попадает рикошетом в грудь Идзуми и также с лёгкостью может послать теннисный мяч так, чтобы он задрал юбку Идзуми. Подглядывает за своими служанками с помощью множества скрытых камер, ворует их нижнее бельё и всем своим поведением подтверждает свой статус извращенца. После того как мать Идзуми сказала дочери, чтобы та по достижении совершеннолетия выходила за Ёситаку, тот после недолгого размышления согласился на эту идею. Тем не менее, несмотря на это и то что основной целью его домогательств является Идзуми, он пристает и к другим девушкам ссылаясь на мужскую непостоянность, а также делает Идзуми пакости в отместку за то что та бьёт его и не отвечает взаимностью.
Сэйю: Дзюнко Минагава
Идзуми Саватари (яп. 沢渡いずみ Саватари Идзуми) — одна из трёх девушек, поселившихся у Ёситаки, ей 14 лет. Несмотря на то, что она не любит аллигатора Поти из-за домогательств со стороны Поти, она ушла из дома вместе с сестрой, дабы Поти не усыпили. В отличие от двух других служанок Ёситаки, она терпеть не может свою работу и остаётся на ней лишь из-за долга за разбитые вазы Ёситаки. Также она единственная кто недоволен формой служанок, придуманной Ёситакой. Её требование изменить эту форму натолкнулось на противодействие всех остальных героев, включая Поти. Хотя она и остается на работе, она не называет Ёситаку «госюдзин-сама» и регулярно бьёт его, когда тот ведёт себя как извращенец. Её жизнь постоянно отравляют все остальные жильцы дома Ёситаки.
Сэйю: Масуми Асано
Мицуки Саватари (яп. 沢渡みつき Саватари Мицуки) — младшая сестра Идзуми возрастом 13 лет, нанятая Ёситакой. В детстве у неё было два любимых аллигатора. Однако отец решил усыпить аллигаторов, после их нападения на Мицуки. Как оказалось, нападение было из-за защиты яйца, из которого Мицуки вывела Поти. Мицуки чувствовала вину за смерть родителей Поти, уйдя из дома вместе с Идзуми, так как отец отказывался держать дома Поти, боясь, что тот, как и предыдущие два аллигатора нападут на его дочерей. В отличие от своей сестры, Мицуки в восторге от одежды служанок, сделанной Ёситакой, идеи называть его «госюдзин-сама» и того факта, что работает на такого извращенца как Ёситака, а также поддерживает Ёситаку во всех его начинаниях.  Её чуть не переманил двоюродный брат Ёситаки, оказавшийся ещё большим извращенцем. Мицуки обожает решать все споры соревнованиями, которые придумывает на ходу. Также пойдет на всё ради хорошего прикола, и её мораль при этом не сильно отличается от морали Ёситаки.
Сэйю: Ай Симидзу
Анна Кураути (яп. 倉内安奈 Кураути Анна) — третья нанятая Ёситакой девушка возрастом 14 лет. Изначально, неверно поняв поведение Ёситаки, она влюбилась в него и рассматривала Идзуми как конкурентку. Неверно истолковав попытки Идзуми отгородить её от Ёситаки, она переключилась на Идзуми и нанялась к Ёситаки третьей служанкой. Ёситаку она абсолютно не уважает. Тем не менее, в вопросах домогательства до Идзуми является точно таким же извращенцем как и Ёситака. Готовит абсолютно несъедобные блюда, но сама считает свою готовку качественной. Хочет поехать в Нидерланды для регистрации однополого брака (хотя она всё равно не сможет этого сделать, потому что ей нет 16-ти).
Сэйю: Кана Уэда
Поти (яп. ポチ Поти) — домашний аллигатор Мицуки, из-за которого сёстры и убежали из дома. Раньше родители Поти жили дома у Мицуки и Идзуми, но после того, как один из них напал на Мицуки, её отец запретил держать дома крокодилов. Чуть позже Мицуки нашла яйцо, из которого и вылупился Поти. Поти обожает Идзуми и постоянно домогается её, из-за чего Идзуми терпеть не может его. Тем не менее, Поти интересуется и красивыми девушками в принципе, а также симпатичными аллигаторшами.
Сэйю: Кёсэй Цукуи

## Музыка
- Открывающую тему «TRUST» исполняет Масами Окуи, известная японская поп-певица.
- Закрывающую тему «愛情のカタマリ» («Айдзё но катамари» — «Уйма любви») исполняют Идзуми, Мицуки и Анна — точнее, конечно, сэйю, которые их озвучивали.